# Árpád Szakasits

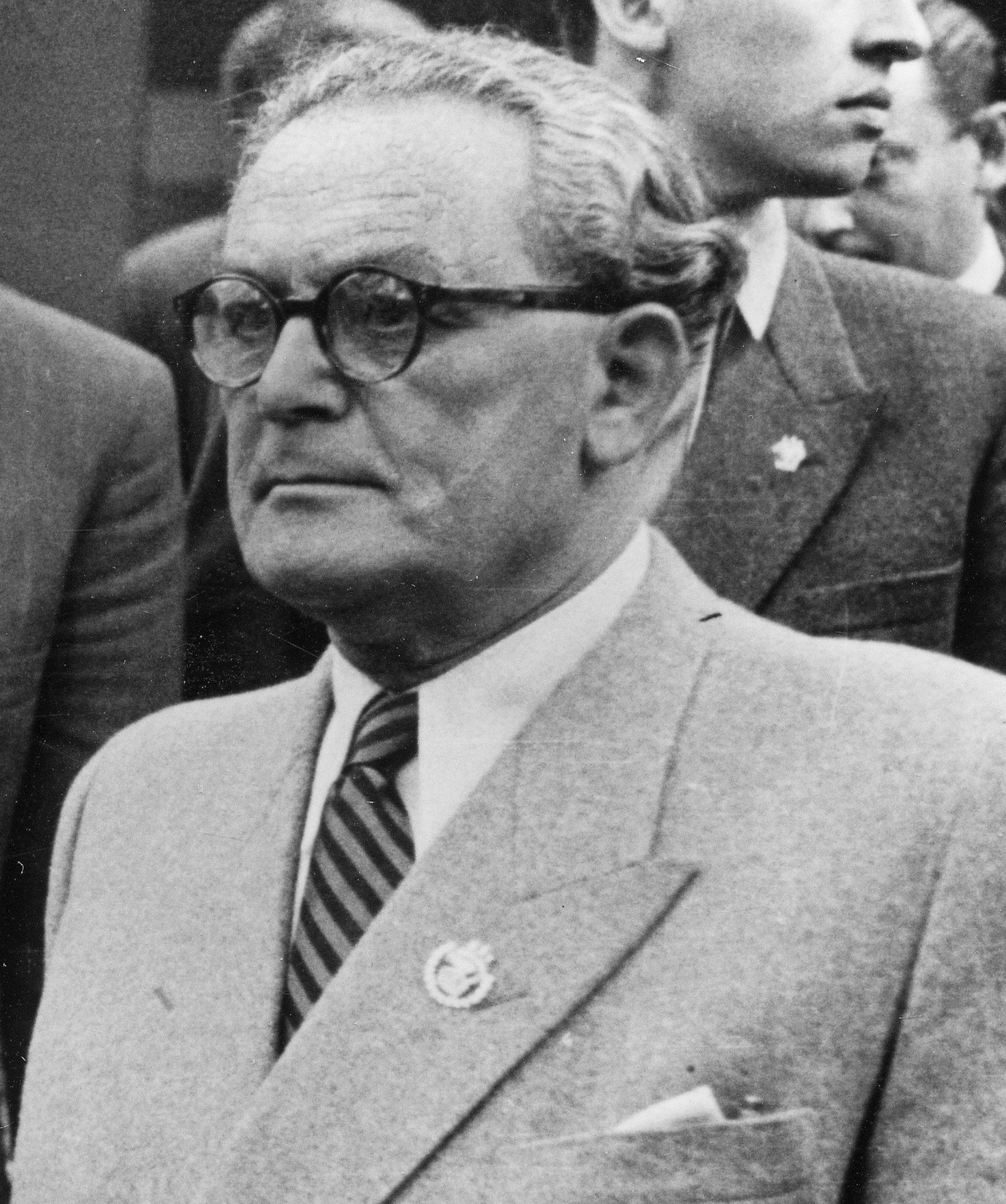
Árpád Szakasits, 1949

Árpád Szakasits [ˈaːrpaːd ˈsɒkɒʃitʃ] (* 6. Dezember 1888 in Budapest, Österreich-Ungarn; † 3. Mai 1965 in Budapest) war ein ungarischer Politiker und Staatspräsident.

## Beginn der politischen Laufbahn und Zweiter Weltkrieg
Der gelernte Straßenbauer und Zimmermann wurde 1918 Mitglied der Ungarischen Sozialdemokratischen Partei (SZDP). Später schloss er sich dem linken Flügel der Partei an und wurde 1925–28 zunächst stellvertretender Vorsitzender sowie anschließend bis 1938 Vorsitzender der sozialdemokratischen Bauarbeitergewerkschaft. In den folgenden Jahren kam es in dieser Tätigkeit immer wieder zu Konflikten mit dem damaligen Reichsverweser Miklós Horthy. Während des Zweiten Weltkrieges wurde er zum Gegner der von Horthy geschlossenen Allianz mit dem Deutschen Reich.
1939 wurde er Generalsekretär der SZDP sowie ein Jahr später auch Chefredakteur des Parteiorgans der SZDP „Népszava“.
Als nach dem gescheiterten Versuch der Regierung Horthys, einen Separatfrieden mit den Alliierten zu schließen, die ungarische nationalsozialistische Partei der Pfeilkreuzler im Oktober 1944 die Macht übernommen hatte, bemühte sich Szakasits um eine Bewaffnung der Arbeiterschaft.

## Befreiung Ungarns und Aufstieg zum Staatspräsidenten

### Zusammenschluss der Sozialdemokraten und der Kommunisten 1948
Nach der Befreiung Ungarns im März 1945 wurde Szakasits Abgeordneter der Nationalversammlung und Generalsekretär der Sozialdemokratischen Partei.
In den folgenden Jahren strebte der linke Parteiflügel um György Marosán eine Zusammenarbeit mit der Kommunistischen Partei unter Mátyás Rákosi an. Die Gegner dieser Kooperation wie Anna Kéthly wurden aus der Partei ausgeschlossen. Auch wenn Szakisits im Februar 1948 noch Gegner der Kooperation war, erfolgte im Juni 1948 letztlich der Zusammenschluss mit der Kommunistischen Partei. Szakasits wurde anschließend zum ersten Präsidenten der neuen Partei der Ungarischen Werktätigen (MDP).
Von 1948 bis 1950 sowie von 1958 bis 1965 war er Mitglied des Zentralkomitees (ZK) der MDP bzw. der Ungarischen Sozialistischen Arbeiterpartei (USAP).

### Aufstieg zum Staatspräsidenten
Bereits seit dem 15. November 1945 war Szakasits in den Kabinetten von Zoltán Tildy, Ferenc Nagy und Lajos Dinnyés Stellvertretender Ministerpräsident.
Am 2. August 1948 wurde er als Nachfolger von Zoltán Tildy zum Staatspräsidenten gewählt. Nach der Gründung der Volksrepublik Ungarn am 20. August 1949 übernahm er das Amt des Vorsitzenden des Präsidialrates.
Im April 1950 wurde er durch den Ersten Sekretär der MDP Mátyás Rákosi zum Rücktritt aufgefordert. Grund dafür war ein angeblich belastender Brief, der Szakasits der Kooperation mit Reichsverweser Horthy bezichtigte, um die Arbeiterschaft zu unterdrücken. Am 26. April 1950 trat er dann tatsächlich vom Amt des Vorsitzenden des Präsidialrates zurück. Kurze Zeit danach wurde er vom Geheimdienst verhaftet und später zu einer lebenslangen Zuchthausstrafe verurteilt. Nachdem er 1953 aus dem Zuchthaus entlassen worden war, erfolgte nach dem Volksaufstand von 1956 seine Rehabilitation.
Von 1958 bis zu seinem Tod war Szakasits Vorsitzender des Verbandes der Journalisten. Darüber hinaus war er 1958 bis 1963 zunächst Vizepräsident sowie anschließend bis zu seinem Tod Präsident des Nationalen Friedensrates.

## Quelle
- Biographie auf der Homepage des Instituts für die Geschichte des Volksaufstands von 1956
- Liste der ungarischen Regierungen seit 1945 (Memento vom 26. Oktober 2007 im Internet Archive)